# Odoric de Pordenone
Odoric de Pordenone o Oderic de Pordenone (vers 1286 a Villa Nuova (Villanova) prop de Pordenone al Friül - 14 de gener de 1331) fou un viatger de l'edat mitjana que va anar a la Xina. Va ser plagiat per John Mandeville uns anys després que va escriure un relat sobre un suposat viatge a la Xina basat en les observacions de Pordenone. Aquest va estar acompanyat en el viatge (almenys en una part) pel monjo irlandès Jaume d'Irlanda.
Era d'origen txec i va agafar hàbits de franciscà a Udine. Vers el 1316 fou missioner a l'est i no va retornar fins finals del 1329 o començaments del 1330. Pel seu relat se sap que va estar a l'Índia (occidental) vers el 1322 i a la Xina entre 1323 i 1328. Va iniciar el seu viatge (entre 1316 i 1318) a Venècia i va anar a Constantinoble, d'allí a Trebisonda, Erzurum, Tabriz i Sultanieh, totes ciutats on els franciscans tenien seus. D'allí va passar a Kashan i Yazd, i després va tirar enrere cap a Persèpolis, Siraz i Bagdad, seguint capo al golf Pèrsic. A Ormuz va embarcar cap a l'Índia i va arribar a Thana prop de Bombai, on feia poc el governador havia fet matar a tres franciscans italians i un de georgià; Fra Jordà Català (Jordanus Catalanus), un dominic de l'Índia, primer bisbe del país a la diòcesi de Quilon, va agafar els seus ossos i els va portar a Supera, prop de Vasai, a menys de 50 km al nord de Bombai, on els va enterrar. Oderic va desenterrar les relíquies i les va portar en endavant al damunt. Va visitar Malabar, Pandarani (20 km al nord de Calicut), Cranganore, i Kulam o Quilon, i d'allí va anar a Ceilan i després al santuari de Sant Tomàs Apòstol a Maylapur prop de Madras.
De l'Índia va sortir en vaixell cap a Sumatra, i va visitar alguns ports del nord de l'illa i després va passar a Java, Borneo, i cap a Xampa (sud del Vietnam) i fins a Canton o Guangzhou, que en aquell temps s'anomenava Chin-Kalan o Gran Xina (Mahachin). De Guangzhou va viatjar als ports de Fujian, i a un dels ports d'aquesta costa, llavors anomenat Zayton i actual Xiamen (coneguda com a Amoy), va fundar dues cases dels franciscans; en una d'elles foren dipositats els ossos dels màrtirs que portava.
Després va anar a Fuzhou i cap a Zhejiang visitant Hangzhou, llavors amb el nom de Cansay, Khanzai, o Quinsai (Residència Reial), que descriu com la ciutat més gran del món i de la qual dona força detalls. Va seguir a Nanjing i va travessar el riu Iang-Tsé, i pel Gran Canal de la Xina va arribar a la seu del gran kan (probablement Yesün Temür Khan), a la ciutat de Cambaluc, corresponent a la moderna Pequín, on va romandre tres anys (vers 1324 a 1327), segurament servint a una de les esglésies fundades per l'arquebisbe Joan de Monte Corvino en aquestes contrades.
Va retornar per les terres que diu que eren del Preste Joan (probablement Mongòlia) i per una ciutat de nom Casan va entrar cap al Tibet on potser va visitar Lhasa, i d'allí va tornar per ruta desconeguda cap a l'Imperi persa, a la terra dels assassins a les muntanyes Elburz. La següent indicació és que ja era a Venècia i només se sap que va passar per Tabriz. La vaguetat de la part final del viatge contrasta amb els detalls i la claredat de la primera part.
Va servir a la casa de religió de Sant Antoni de Pàdua a Pàdua on el maig del 1330 va escriure la història dels seus viatges que fou traduïda al llatí per Fra Guillem de Solagna. Quan anava a la cort del papa a Avinyó, es va posar malalt; va retornar a Udine i allí va morir el 1331. El títol més habitual de la seva obra és "Els viatges de Fra Odoric".
El viatge d'Oderic forma part de les iniciatives diplomàtiques iniciades pel papa Innocenci IV que va enviar ambaixadors franciscans a Mongòlia el 1254, i en els anys que van seguir van seguir altres ambaixades. Niccolò, Marfeo, i Marco Polo van ver viatges el 1260 i 1271, i el 1291 el missioner Joan de Montecorvino (per compte del papa Nicolau IV).
Fou declarat sant el 1755. Una estàtua (un bust) se li va erigir a Pordenone el 1881. La seva obra fou traduïda a nombroses llengües entre les quals el francès i l'italià i van ser molt populars, però foren perjudicades per la narració de Sir John Mandeville que al relat d'Oderic hi va afegir faules i invencions, adornades amb uns bons coneixements astronòmics. Es coneixen 73 manuscrits de la seva obra en llatí, francès i italià, el principal a París a la Biblioteca Nacional de París, manuscrits 2584, fols 118 r. 127 v. de 1350. La primera versió impresa fou a Pesaro el 1513.